# Wesley Fofana (piłkarz)
Wesley Tidjan Fofana (ur. 17 grudnia 2000 r. w Marsylii) – francuski piłkarz pochodzenia iworyjskiego, występujący na pozycji obrońcy w angielskim klubie Chelsea oraz w reprezentacji Francji.

## Życiorys
Urodził się w Marsylii. Jest muzułmaninem.
Pierwszy profesjonalny kontrakt podpisał 15 maja 2018 roku z klubem AS Saint-Étienne. W drużynie zadebiutował 18 maja 2019 roku w wygranym 3–0 meczu w Ligue 1 przeciwko OGC Nice. W październiku 2020 roku przeszedł do angielskiego klubu Leicester City, podpisując pięcioletni kontrakt. Kwota transferu wyniosła 40 milionów euro. 15 maja 2021 sięgnął z Lisami po Puchar Anglii w wygranym 1:0 meczu finałowym z Chelsea F.C. W sierpniu 2021 roku podczas towarzyskiego meczu przeciwko hiszpańskiemu Villareal złamał nogę po faulu Fera Niña.
31 sierpnia 2022 roku za kwotę 75 milionów wyświetleń trafił do angielskiego pierwszoligowego zespołu Chelsea F.C.. Swój debiut w klubie zaliczył w wygranym spotkaniu 2:1 przeciwko West Hamowi. Z kolei pierwszego ligowego gola w Chelsea strzelił 4 marca 2023 roku w wygranym 1:0 meczu przeciwko Leeds United.
Jest praktykującym muzułmaninem.

## Sukcesy[12]

### Leicester City
- Puchar Anglii: 2021[7]